# Gelis constantineanui
Gelis constantineanui là một loài tò vò trong họ Ichneumonidae.